# 2006 FNS歌謡祭
『2006 FNS歌謡祭』（2006 エフエヌエスかようさい）は、フジテレビ系列で2006年12月6日 19:00 - 23:18（JST）に生放送された通算35回目の『FNS歌謡祭』。

## 概要
SMAPはトップバッターで「Dear WOMAN」、大トリで「ありがとう」を披露。また、SMAPは21時台の後半に司会席に登場したが、リーダーの中居正広のみ、22時に入ってから参加した。
第32回（2003年）以来3年ぶりに出演したMr.Childrenは22時台のトップに登場し、「しるし」を披露。曲前にSMAPとの初共演を果たし、司会者でもある草彅剛から「SMAP、ミスチルの歌よく聴いてます!」とメッセージを贈られていた。また、Mr.Childrenは2007年3月放送分の日本テレビ系列『Music Lovers』に出演した時、同ボーカルの桜井和寿が本番組に出演する事が決まった際に「（当初）座る席が大塚愛と倖田來未の間と聞いて期待していたが、実際はそうでなかったばかりか、前にDJ OZMAが座っていた」とのエピソードを紹介した。
倖田來未はフジテレビ制作の映画『大奥』の主題歌「運命」をテレビ初披露。同映画の主演を務める仲間由紀恵が共演出演。
番組中盤には、TRFがグループ結成15周年と1999年以来の7年ぶりにシングルを1年間で「Where to begin」「Silence whispers」「We are all BLOOMIN'」の3曲をリリースした記念に、自身のミリオンヒットを達成した「BOY MEETS GIRL」「CRAZY GONNA CRAZY」「EZ DO DANCE」「survival dAnce 〜no no cry more〜」の4曲のスペシャルメドレーを披露した。
ジャニーズ事務所からはSMAP、TOKIO、V6、KinKi Kids、嵐の5組が出演した。

## 出演者

### 司会
- 黒木瞳
- 草彅剛（SMAP）

### 進行
- 川端健嗣（当時：フジテレビアナウンサー）
- 高島彩（同上）

### 出演アーティスト
- AI
- あじさい
- 絢香
- 嵐
- 伊藤由奈
- Every Little Thing
- 大塚愛
- キグルミ
- GAM
- KinKi Kids
- CHEMISTRY
- 倖田來未
- 郷ひろみ
- SMAP
- ダニエル・パウター
- TRF
- DJ OZMA
- TOKIO
- DREAMS COME TRUE
- 中島美嘉
- 浜崎あゆみ
- 氷室京介
- 平井堅
- 福山雅治
- V6
- 槇原敬之
- 松たか子
- Mr.Children
- WaT

太字は当年のNHK『第57回NHK紅白歌合戦』にも出場した歌手である。

### ゲスト
仲間由紀恵（倖田來未）

### 音楽・演奏
- 武部聡志音楽団

## セットリスト
| 順番 | アーティスト          | 楽曲                                              |
| ---- | --------------------- | ------------------------------------------------- |
| 1    | SMAP                  | Dear WOMAN                                        |
| 2    | GAM                   | Thanks!                                           |
| 3    | 嵐                    | きっと大丈夫                                      |
| 4    | KinKi Kids            | Harmony of December                               |
| 5    | キグルミ              | たらこ・たらこ・たらこ クリスマス                 |
| 6    | WaT                   | ボクラノLove Story                                |
| 7    | DJ OZMA               | アゲ♂アゲ♂EVERY☆騎士                              |
| 8    | DREAMS COME TRUE×絢香 | LOVE LOVE LOVE (1995/DREAMS COME TRUE)            |
| 9    | DREAMS COME TRUE×絢香 | 何度でも (2005/DREAMS COME TRUE)                  |
| 10   | DREAMS COME TRUE×絢香 | うれしい!たのしい!大好き! (1989/DREAMS COME TRUE) |
| 11   | 倖田來未              | 運命                                              |
| 12   | CHEMISTRY×槇原敬之    | 約束の場所 (CHEMISTRY)                            |
| 13   | 伊藤由奈              | Precious                                          |
| 14   | あじさい              | 二人だけの世界                                    |
| 15   | 大塚愛                | 恋愛写真                                          |
| 16   | V6                    | グッデイ!!                                        |
| 17   | TRF                   | BOY MEETS GIRL (1994/trf)                         |
| 18   | TRF                   | CRAZY GONNA CRAZY (1995/trf)                      |
| 19   | TRF                   | EZ DO DANCE (1993/trf)                            |
| 20   | TRF                   | survival dAnce 〜no no cry more〜 (1994/trf)      |
| 21   | 氷室京介              | KISS ME (1992)                                    |
| 22   | 平井堅                | 美しい人                                          |
| 23   | TOKIO                 | 宙船（そらふね）                                  |
| 24   | 中島美嘉              | 一色                                              |
| 25   | ダニエル・パウダー    | bad day〜ついてない日の応援歌〜                   |
| 26   | AI                    | Believe                                           |
| 27   | 絢香                  | 三日月                                            |
| 28   | Every Little Thing    | スイミー                                          |
| 29   | 槇原敬之              | もう恋なんてしない (1992)                         |
| 30   | 槇原敬之              | 冬がはじまるよ (1991)                             |
| 31   | 槇原敬之×CHEMISTRY    | どんなときも。 (1991/槇原敬之)                    |
| 32   | Mr.Children           | しるし                                            |
| 33   | 福山雅治              | 虹 (2003)                                         |
| 34   | 福山雅治              | THE EDGE OF CHAOS 〜愛の一撃〜                    |
| 35   | 松たか子              | みんなひとり                                      |
| 36   | 郷ひろみ              | LIFE                                              |
| 37   | DREAMS COME TRUE      | もしも雪なら                                      |
| 38   | 浜崎あゆみ            | JEWEL                                             |
| 39   | SMAP                  | ありがとう                                        |

## スタッフ
- 制作：港浩一、水口昌彦
- 構成：山内浩嗣
- 音楽：武部聡志
- 『FNS歌謡祭』美術：石鍋伸一朗
- 美術プロデューサー：井上幸夫
- デザイン：越野幸栄
- 美術進行：内山高太郎、楫野淳司
- 大道具：引馬幹晴
- アートフレーム：永濱大作、淵脇臣吉
- 電飾：渡辺信一
- アクリル装飾：渋谷哲也
- 特殊装置：樋口真樹
- 視覚効果：小熊雅樹
- 生け花装飾：長崎由利子
- メイク：久保田裕子
- 楽器：島津哲也（サンフォニックス）
- LED：宇佐美良
- TD／SW：馬場直幸
- カメラ：関克哉
- 音声：太田宗孝
- 映像：佐藤順一
- 照明デザイン：植松晃一
- 照明：安達浩也（PRGアジアライティング）、中村貞敏（FLT）
- PA：松田勝治（サンフォニックス）、山本佑介（共立）
- クレーン：明光セレクト、ダブルビジョン、三和プロライト、サークル
- 音響効果：川端智之・中田圭三（共に4-Legs）
- 編集：与那嶺涼（IMAGICA）
- MA：石川英男（IMAGICA）
- CG：松本幸也（orb）、古畑資展、渡辺之雄
- 音楽コーディネート：吉田奈生
- 広報：片山正康
- TK：石原由季、平野美紀子
- 協力：新高輪プリンスホテル、サンドリーム、ハーフトーンミュージック、イースト、CELL
- 技術協力：八峯テレビ、共同テレビジョン、田中電設、共立、サンフォニックス、SENNHEISER、FLT、三穂電機、PRGアジアライティング、黒澤フィルムスタジオ
- ディレクター：神原孝、城間康男、仮屋隆典、井ノ上龍登
- アシスタントプロデューサー：宇賀神裕子
- フロアディレクター：浜崎綾
- プロデューサー：清水宏泰、佐々木将
- チーフプロデューサー：きくち伸
- 演出：板谷栄司
- 制作：フジテレビバラエティ制作センター／音組
- 制作著作：フジテレビ